# Bothrophorus
Bothrophorus is een ondergeslacht van het insectengeslacht Dactylolabis binnen de familie steltmuggen (Limoniidae).

## Soorten
- D. (Bothrophorus) monstrosa (Savchenko, 1971)